# Gra casual
Gra casual (ang. casual game) gra rekreacyjna, gra codzienna – rodzaj gier komputerowych, charakteryzujących się prostymi zasadami rozgrywki oraz tym, że nie wymagają od gracza poświęcenia dużej ilości czasu i zaangażowania.
Koszty produkcji i dystrybucji tego typu gier są zazwyczaj niskie. Gry typu casual są najczęściej uruchamiane na komputerach osobistych jako oddzielny program lub w przeglądarkach internetowych, jednak są też popularne na konsolach i telefonach komórkowych. 74% osób grających w casuale stanowią kobiety. Z badań wynika także, że większość graczy casualowych to osoby starsze.
Słowo casual (ang. rekreacyjny, codzienny) oznacza, że gry tego typu są tworzone zazwyczaj dla osób, które grają rzadziej niż doświadczeni gracze (hardcore gamers) i nie są uznawane za fanatyków gier komputerowych. Miesięcznie w gry tego typu gra w internecie 200 milionów osób.

## Cechy gry typu casual
- łatwa rozgrywka – grę można obsługiwać za pomocą myszy
- przystosowanie do bardzo krótkiego czasu, jaki można poświęcić na grę, (np. podczas przerwy w pracy)
- możliwość szybkiego dotarcia do końcowego etapu lub ciągłej gry bez zapisywania jej stanu
- prosta grafika